# Зверев, Александр Александрович (протоиерей)
Александр Александрович Зверев (8 августа 1881, село Фаустово, Михалёвская волость, Бронницкий уезд, Московская губерния — 16 ноября 1937, Бутовский полигон) — протоиерей, священномученик Русской православной церкви. Причислен к лику святых постановлением Священного синода Русской православной церкви от 6 октября 2001 года для общецерковного почитания.

## Биография
Родился 8 августа 1881 года в селе Фаустово Бронницкого уезда Московской губернии в семье священника Александра Григорьевича Зверева. В тот же день он был крещён в Троицкой церкви села Фаустово священником Феодором Бажановым, он же и был крёстным, а крёстной была дочь священника Любовь Петровна Магницкая.
Обучался в московском Донском духовном училище (1897) и в Московской духовной семинарии (1903).
С октября 1904 до января 1906 года он был надзирателем в Московской духовной семинарии.
В 1909 году окончил Московскую Духовную Академию со степенью кандидата богословия. По окончании Академии он поступил на должность помощника инспектора Вифанской семинарии. В эти же годы Александр Зверев становится духовным сыном старца Смоленской Зосимовой пустыни иеромонаха Алексия (Соловьёва).
В 1910 года женился на Марии Алексеевне Лебедевой, дочери настоятеля Московской Никольской церкви в Звонарях на Рождественке.
В сентябре 1912 года стал преподавать словесность и историю русской литературы в Вифанской семинарии, совмещая свою работу с должностью классного воспитателя. 7 июня 1912 года у него родился сын Серафим.
16 февраля 1913 года Александр Александрович Зверев был рукоположён в сан священника и тогда же награжден набедренником.
Летом 1913 года был назначен членом-секретарём строительной комиссии по ремонту зданий Вифанской духовной семинарии. Ремонт и переустройство семинарии был успешно завершён.
6 июня 1916 года участвовал в проводах в затвор своего духовного отца старца Алексия Зосимовского. На проводах, которые не были объявлены заранее, присутствовало всего лишь четыре священнослужителя.
В 1918 году Александр Зверев был назначен помощником начальника, а с осени — исполняющим обязанности начальника пастырско-богословских курсов Московской епархии. С февраля 1919 года — настоятель московской церкви Николая Чудотворца в Звонарях. В 1922 году последовал первый арест.
В 1929—1931 годах — благочинный и духовник заместителя Патриаршего местоблюстителя митрополита Сергия (Страгородского). В 1933 году снова арестован, освобождён в феврале 1936 года. С мая — священник в храме Рождества Богородицы в селе Возмище Волоколамского района Московской области.

## Арест и мученическая кончина
Арестован 22 сентября 1937 года и заключен в тюрьму в городе Волоколамске. Был допрошен, фрагмент допроса:

— Дайте показания о вашей контрреволюционной антисоветской деятельности.
— Контрреволюционной антисоветской деятельности я не вёл.
— Следствие располагает данными, что вы летом 1937 года в церковной сторожке вели контрреволюционные и антисоветские разговоры, касающиеся политики советского правительства в связи с новой конституцией, в присутствии священника Павла Андреева.

— Это я отрицаю. Такого контрреволюционного разговора я не вёл, за исключением разговора, который имел место летом 1937 года в комнате у меня. Он касался восстановления в должности учительницы Покровской, о чём была помещена заметка в газете «Правда», на которую я, прочитав, обратил внимание Андреева, сказав: «Как изменилась политика советского правительства по отношению к лицам религиозных убеждений». Но это мной было сказано не в контрреволюционном смысле, а как факт, связанный с вопросом о конституции. Что сказал по этому поводу Павел Андреев, я не помню.
Во время всех дальнейших допросов отец Александр виновным себя также не признал.
14 ноября 1937 года «Тройка» НКВД по Московской области приговорила священников села Возмище Павла Андреева, Александра Зверева и Димитрия Розанова к расстрелу. 16 ноября 1937 года отец Александр Зверев был казнен на полигоне Бутово под Москвой.

## Канонизация
Причислен к лику святых новомучеников Российских постановлением Священного Синода 6 октября 2001 года для общецерковного почитания.
День памяти: 3/16 ноября, в Соборе новомучеников Российских и в Соборе Бутовских новомучеников.

## Проповеди
- Об иконе Пресвятой Богородицы, именуемой «Неопалимая Купина» на сайте Московской Епархии Русской Православной Церкви.